# Шумілкін Володимир Андрійович
Володи́мир Андрі́йович Шумі́лкін (рос. Владимир Андреевич Шумилкин, нар. 12 травня 1959, с. Малі Ічалки Ічалківський район, Мордовія, РРФСР, СРСР) — український політик, міський голова Харкова протягом 2002—2006 років.

## Життєпис
Народився 12 травня 1959 в багатодітній родині фронтовика. За національністю ерзянин (вільно володіє ерзянською мовою). У дванадцять років залишився без батька. З 1966 р. по 1976 р. навчався в середній школі, а по закінченні школи та здобуття середньої освіти, 1976 р. поступив до Харківського вищого військового командного училища ім. Маршала Радянського Союзу Крилова М. І., яке закінчив у 1981 році з відзнакою та Золотою медаллю. В 1988 році здобув науковий ступінь кандидата технічних наук, захистивши дисертацію. В 1997 році закінчив Національну юридичну академію імені Ярослава Мудрого і отримав кваліфікацію юриста (спеціальність — правознавство). В 1999 році набув кваліфікацію магістра державного управління, закінчивши Українську Академію державного управління при Президентові України (Харківський філіал).
У 1981-1990 проходив службу на офіцерських посадах у — ХВВКУ ім. Маршала Радянського Союзу Крилова М. І.

### Політична діяльність

Логотип блоку політичних партій «Блок Володимира Шумілкіна — За Харків» на виборах депутатів Харківської міської ради 2006

З 1990 депутат Дзержинської районної ради народних депутатів м. Харкова. 18 травня 1990 р. був обраний головою Дзержинської районної ради народних депутатів м. Харкова І скликання. 15 січня 1991 р. одночасно був обраний — головою виконавчого комітету тієї ж ради. На зазначених посадах перебував протягом терміну дії повноважень рад І та ІІ скликань, протягом терміну дії повноважень ради ІІІ скликання в 1998-2000 рр.
25 лютого 1999 року Наказом Міністра оборони звільнений з військової служби до запасу у звані полковника.
З березня 2000 року по квітень 2002 року обіймав посаду заступника голови Харківської обласної державної адміністрації. 
З квітня 2002 року до 2006 року — Харківський міський голова.
26 березня 2006 обраний депутатом Харківської обласної ради, голова постійної депутатської комісії з питань соціальної політики та захисту населення.
Був членом партій Народний Союз «Наша Україна» (вступив у партію незадовго до виборів 2006 р.), НДП і КПРС.
25 червня 2008 обраний головою Харківської обласної організації партії «Єдиний центр». На засіданні Політради «Єдиного Центру», яке відбулося 12 липня 2008 під час з'їзду партії, його обрано заступником голови — керівником Секретаріату партії. 

### Діяльність на посаді мера
За результатами експрес-досліджень харків'ян «Мерський екватор», проведених Харківським обласним відділенням Комітету виборців України, діяльність В. А. Шумілкіна протягом терміну перебування на посаді міського голови оцінювалася за 5-бальною шкалою:
- 2,9 (2003 р.);
- 3,2 (2004 р.);
- 3,5 (2005 р.);
- 3,6 (напередодні виборів у 2006 р.).

Під час перебування В. А. Шумілкіна на посаді міського голови:
- Харків став єдиним містом України, що отримав дві найвищі нагороди Ради Європи: Диплом (2003 р.), Почесний Прапор (2004 р.);
- відкрито дві станції метро Олексіївської лінії: «Ботанічний сад», «23 Серпня» (21 серпня 2004);
- реконструйовано проспект Леніна (нині Науки) (зокрема, відкрито пам'ятник Харкові), розпочато реконструкцію вулиці Шевченка;
- завершено реконструкцію будівлі академічного російського драматичного театру ім. Пушкіна, відкрито Палац спорту «Локомотив» (нині — ім. Г. М. Кірпи), реставровано фасад будівлі міськвиконкому та розпочато будівництво нової (вул. Квітки-Основ'яненка, 7);
- відновлено безоплатне «гаряче» харчування для школярів молодших класів.
- у Харкові російська мова отримала статус регіональної[6]

| Показники соціально-економічного розвитку м. Харкова у 2001–2005 рр.: | Показники соціально-економічного розвитку м. Харкова у 2001–2005 рр.: | Показники соціально-економічного розвитку м. Харкова у 2001–2005 рр.: |
| --------------------------------------------------------------------- | --------------------------------------------------------------------- | --------------------------------------------------------------------- |
| Показник                                                              | 2001                                                                  | 2005                                                                  |
| Міський бюджет                                                        | 492,2 млн грн.                                                        | 1,2 млрд грн.                                                         |
| Доходи від оренди землі                                               | 6,5 млн грн.                                                          | 47,5 млн грн.                                                         |
| Видатки на ЖКГ                                                        | 168,1 млн грн.                                                        | 588,2 млн грн.                                                        |
| Видатки на капітальний ремонт житлового фонду                         | 30,8 млн грн.                                                         | 114,3 млн грн.                                                        |
| Відремонтовано під'їздів                                              | —                                                                     | 984                                                                   |
| Видатки на ремонт доріг                                               | 60,1 млн грн.                                                         | 189,3 млн грн.                                                        |
| Освітленість                                                          | 12%                                                                   | 51%                                                                   |

### Мерська кампанія 2006 року
За посаду міського голови в Харкові боролися двадцять вісім учасників. Тринадцять йшли від партій, п'ятнадцять —  самовисуванцями. Але основна боротьба розгорнулася між двома кандидатами діючим мером Володимиром Шумілкіним і народним депутатом, членом Партії регіонів Михайлом Добкіним.
Для ведення виборчої кампанії в міську раду команда політтехнологів Володимира Шумілкіна створила виборчий Блок Володимира Шумілкіна — "За Харків" на базі місцевих організацій двох політичних партій: Промисловців і підприємців України та Християнсько-Демократичний Союз. Виборчий штаб блоку очолив депутат міської ради Ігор Пашко (брат ректора Національного університету державної фіскальної служби України Павла Пашко). 24 лютого разом з лідером блоку Леонідом Сорокою він заявив про створення руху «Міська варта» (рос. «Городской Дозор») у форматі громадської комісії, покликаної стежити за спробами використання адмінресурсу, а також випадками провокацій чи наклепу з боку учасників виборчого процесу. Як приклад, вони розповіли про провокаційні листівки, які нібито було підписано мером Володимиром Шумілкіним, що з'явилися напередодні у Московському районі.
Незабаром представники Руху заявили, що саме обіцянки їх опонентів із штабу М.Добкіна виглядають нечесно. Наприклад, в пресі було опубліковано передвиборчу програму Партії регіонів, де представники останньої зобов'язувались відремонтувати велику кількість ліфтів, якими вже займається «Харківліфт» за кошти міського бюджету. За словами юриста блоку Володимира Беліка, команда вже підготувала позов до суду, де попросила встановити факти фінансування виборчої кампанії опонента Михайла Добкіна не з виборчого фонду кандидата на пост міського голови. Пізніше «Городской Дозор» став міським сайтом, шеф-редактор якого Ростислав Касьяненко зазначив, що журналістський проект народився саме під час виборів 2006 року.
В результаті кампанії Володимир Шумілкін програв мерські вибори у Харкові кандидату від Партії Регіонів Михайлу Добкіну і втратив посаду міського голови. За Добкіна проголосувало 309 тис. 413 виборців. Володимир Шумілкин набрав майже вдвічі менше – 167 тис. 386 голосів харків'ян. Володимира Шумілкіна не врятувало його самовисування, що мало б відвернути увагу від партійної приналежності мера до НСНУ. «Регіонали» ж скористалися партійним статусом міського голови, практично у всіх своїх виступах вимагаючи від Шумілкіна внести ясність – помаранчевий він чи якийсь інший. На думку аналітиків, основний пасткою для Шумілкіна стало навіть не збільшення харків'янам квартплати восени напередодні виборів, а саме вступ в «Нашу Україну»: якби не офіційне приєднання діючого міського голови до «помаранчевих», «регіонали», швидше за все, не висунули б свого кандидата на мерську посаду.

## Особисті дані
Військове звання — полковник.
Член-кореспондент Академії прикладної радіоелектроніки. Має більше 100 наукових праць і 15 винаходів.
Президент Харківського обласного благодійного фонду «Харків XXI століття».
З грудня 2004 р. — заступник голови наглядової ради Харківського національного педагогічного університету імені Григорія Сковороди.
Раніше займані громадські посади — Президент Асоціації районних у місті Рад України, Президент Харківської обласної федерації легкої атлетики.
Лауреат Всеукраїнської програми «Лідери регіонів» (2002 р.), ІХ загальнонаціональної програми «Людина року» (номінація «Міський голова року», 2004 р.).
Нагороджений орденом «За заслуги» ІІІ ступеня (09.2004 р.), медаллю «За ратну доблесть» (РФ).
Одружений. Виховує двох синів. Виконавець пісні «Харьков — это супер»